# Monaster Terapontowski
Monaster Terapontowski (ros. Ферапонтов монастырь) – prawosławny klasztor wznoszony etapami między końcem XIV a XVII stuleciem. Położony jest 20 km na północny wschód od miasta Kiriłłow w obwodzie wołogodzkim.
Tradycyjnie za datę powstania Monasteru Terapontowskiego uznaje się rok 1398. Za jego twórcę uważa się świętego mnicha Teraponta Biełozierskiego. Duchowny ten, uczeń św. Sergiusza z Radoneża, prowadził życie pustelnicze między jeziorami Pawskim i Borodawskim. W wymienionym roku, skupiając już wokół siebie grupę naśladowców, wzniósł na jej potrzeby drewnianą cerkiew. Dalszy rozwój monasteru miał miejsce już po odejściu zeń Teraponta (organizującego kolejną wspólnotę monastyczną), gdy na jego czele stanął mnich Martynian Biełozierski. Na przełomie XV i XVI wieku Monaster Terapontowski był już znaczącym ośrodkiem kulturalnym i duchowym, zaś przebywający w nim mnisi cieszyli się autorytetem na tyle istotnym, by móc wpływać na politykę władców moskiewskich. Razem z położonym w tym samym regionie Monasterem Cyrylo-Biełozierskim Monaster Terapontowski był jednym z tradycyjnych celów pielgrzymek moskiewskiej elity państwowej (w tym Wasyla III i Iwana IV Groźnego); jej członkowie przekazywali monasterowi wysokie donacje. Z grona mnichów klasztoru wywodzili się również liczni późniejsi biskupi Cerkwi rosyjskiej.
Znaczenie Monasteru Terapontowskiego jeszcze wzrosło w XVII w., po kanonizacji Martyniana Biełozierskiego, którego relikwie były przechowywane w klasztorze. Na początku wymienionego stulecia klasztor był największym właścicielem ziemskim w regionie, posiadając ok. 60 wsi z ponad 300 chłopami, jak również znaczne obszary ziemi nieuprawianej. Bogactwo klasztoru przekładało się na wygląd jego zabudowań, które w połowie XVII w. składały się z cerkwi Zwiastowania połączonej z refektarzem, cerkwi nadbramnej, cerkwi św. Martyniana, dzwonnicy oraz zespołu zabudowań mieszkalnych i pomocniczych. Klasztor zaczął jednak tracić na znaczeniu jako ośrodek duchowy; zamiast tego stał się jednym z nieoficjalnych miejsc zesłania dla duchownych, którzy weszli w konflikt z władzą świecką (m.in. patriarcha Nikon).
Klasztor został zamknięty decyzją Świątobliwego Synodu Rządzącego z 1798. Jego cerkwie nadal funkcjonowały jako parafialne; w XIX w. ulegające dewastacji zabudowania monasterskie zostały otoczone murem.
Życie monastyczne w klasztorze zostało reaktywowane w 1904, ze zmianą typu monasteru na żeński. W Monasterze Terapontowskim zamieszkały mniszki z monasteru Narodzenia św. Jana Chrzciciela w Leuszynie na czele z ihumenią Serafiną. W 1924 władze radzieckie zdecydowały o zamknięciu monasteru.
W czasach ZSRR Monaster Terapontowski został zaadaptowany na muzeum fresków wykonanych na jego terenie przez mnicha Dionizego. Od 1975 placówka ta zaczęła również prowadzić działalność edukacyjną oraz badawczą. W 2000 kompleks dawnego klasztoru znalazł się na Liście Światowego Dziedzictwa UNESCO. Monaster Terapontowski jest jednym z rzadkich przykładów jednolitego stylowo monasteru o architekturze i wystroju typowym dla obiektów tego typu powstających między XV a XVII wiekiem na Rosyjskiej Północy. Jest to prawdopodobnie jedyny klasztor w tym regionie, który zachował oryginalne elementy wnętrza.